# Wasilij Szybajew
Wasilij Tichonowicz Szybajew (ros. Василий Тихонович Шибаев, ur. 4 września?/17 września 1909 w Jekaterynosławiu, zm. 10 maja 1971 w Dniepropetrowsku) – radziecki inżynier górniczy i działacz państwowy, Bohater Pracy Socjalistycznej (1948).

## Życiorys
Urodzony w rosyjskiej rodzinie robotniczej. W 1927 ukończył siedmioletnią szkołę, 1929-1933 studiował w Dniepropetrowskim Instytucie Górniczym im. Artioma, potem pracował w Kuźnieckim Zagłębiu Węglowym, m.in. jako naczelnik placówki wydobywczej w kopalni nr 1/2 trustu „Kaganowiczugol”, pomocnik głównego inżyniera i główny inżynier kopalni. Następnie został głównym inżynierem trustu „Kaganowiczugol”, podczas wojny z Niemcami kierował trustem „Prokopjewskugol”, 1946 został szefem kombinatu „Karagandaugol” w Karagandzie. W latach 1951–1954 był zastępcą ministra przemysłu węglowego, 1954-1957 stał na czele Zjednoczonego Kombinatu „Woroszyłowgradugol” w Donbasie, 1957 wrócił do Karagandy i ponownie został szefem kombinatu „Karagandaugol”. W 1959 został wybrany przewodniczącym Obwodowego Komitetu Deputowanych Pracujących w Karagandzie, 1961 wrócił do Dniepropetrowska. Był deputowanym do Rady Najwyższej Kazachskiej SRR i KC KPK.

## Odznaczenia
- Medal Sierp i Młot Bohatera Pracy Socjalistycznej (28 sierpnia 1948)
- Order Lenina (dwukrotnie - 20 października 1943 i 28 sierpnia 1948)
- Order Czerwonego Sztandaru Pracy (29 sierpnia 1953)
- Order „Znak Honoru” (17 lutego 1939)
- Medal „Za pracowniczą dzielność” (trzykrotnie - 14 kwietnia 1942, 4 września 1948 i 25 grudnia 1959)

I medale.